# Szczękościsk
Szczękościsk (łac. trismus) – przemijające ograniczenie ruchomości rozwarcia szczęk spowodowane odruchowym przykurczem mięśni unoszących żuchwę (żwacz, mięśnie skrzydłowe lub skroniowe).

## Przyczyny

### Miejscowe
- stan zapalny - np. zakażenie przestrzeni skrzydłowo-żuchwowej po znieczuleniu do otworu żuchwowego, zapalenie mięśni żwaczowych, stawu skroniowo-żuchwowego, okołozębowe, promienica, ropnie (wyłączając ropnia przygardłowego), ropnie zewnątrzustne
- uraz
- jako powikłanie po usunięciu zębów (trzonowych górnych i dolnych)
- dysfunkcja skroniowo-żuchwowa
- ropowica dna jamy ustnej
- zębopochodne zapalenie okostnej
- zaburzenia nerwicowe

### Ogólne
- niektóre schorzenia OUN
- histeria
- nowotwory
- tężec (czasem jako pierwszy objaw)
- padaczka (częsty objaw)
- narkotyki (np. amfetamina)